# La luna rubata
La luna rubata è un film per la televisione del 1996 diretto da Gianfranco Albano.
Si tratta di una coproduzione italo-francese (uscita in Francia col titolo Confession secrète) ispirata vagamente ai delitti del Mostro di Firenze.

## Trama
Una notte, in una cittadina umbra, si consuma l'efferato omicidio di una coppietta appartatasi in automobile. Qualche tempo dopo padre Claude, il prete francese che gestisce una comunità per ragazzi con problemi psichici e aveva celebrato i funerali dei due giovani, riceve la confessione di Giacomo, un imprenditore del luogo che, sentendosi vicino alla morte, gli dichiara di essere l'autore dell'omicidio. Francesca, la giovane nuora di Giacomo, va spesso in visita con i suoi famigliari alla comunità di padre Claude, da loro sovvenzionata; di lei è segretamente innamorato Marco, un ragazzo autistico.
Inaspettatamente, Giacomo si riprende e chiede a padre Claude di restituirgli il foglio firmato nel quale aveva dichiarato la propria colpevolezza, cosa che il sacerdote si rifiuta di fare. Marco, che ha ritrovato in un prato la pistola con la quale è stato commesso il delitto, durante una visita del maresciallo dei Carabinieri alla comunità gli porge l'arma senza profferir parola, cosa che determina il suo arresto. Durante il suo soggiorno in carcere, Marco fa un disegno nel quale l'assassino porta un paio di occhiali, caratteristica che non appartiene al ragazzo ma che è condivisa da Enrico, figlio di Giacomo e marito di Francesca. Questa, che non crede alla colpevolezza del suo giovane amico, fa notare questo particolare cosicché Marco viene scarcerato.
Giacomo ha poi un infarto fulminante sotto gli occhi di suo figlio, che crolla psicologicamente. Sua moglie lo sente per caso mentre parla del delitto con sua madre, che ne era consapevole fin dal principio. Francesca telefona alla comunità di padre Claude per dirgli che ha scoperto che l'assassino è suo marito, ma viene scoperta. Mentre sta per essere eliminata da marito e suocera, intervengono le forze dell'ordine, che assicurano i responsabili alla giustizia.

## Distribuzione
Prodotto nel 1994, fu trasmesso in prima visione in Italia il 22 luglio 1996 su Rai 2.